# Campo Grande (Bermejo)
Campo Grande ist eine Ortschaft im Departamento Tarija im südamerikanischen Anden-Staat Bolivien.

## Lage im Nahraum
Campo Grande ist größte Ortschaft des Kanton Porcelana im Municipio Bermejo im südöstlichen Teil der Provinz Aniceto Arce. Die Ortschaft liegt auf einer Höhe von 368 m südlich des Flughafens von Bermejo, zwischen dem Río Bermejo und dem Río Tarija, etwa zehn Kilometer nördlich der Vereinigung der beiden Flüsse.

## Geographie
Campo Grande liegt am Südostrand der bolivianischen Anden-Kette im Übergang zum Gran Chaco, der sich über Nordwest-Paraguay, Nordost-Argentinien und Südost-Bolivien erstreckt. Das Klima ist subtropisch mit heißem feuchten Sommer und mäßig warmem und trockenen Winter.
Die Jahresdurchschnittstemperatur liegt bei 21 °C, die durchschnittlichen Monatswerte schwanken zwischen 14 °C im Juni und Juli und 26 °C im Dezember und Januar (siehe Klimadiagramm Bermejo). Der Jahresniederschlag beträgt etwa 950 mm, bei einer sechsmonatigen Trockenzeit von Mai bis Oktober und einer Feuchtezeit von Dezember bis März mit mehr als 150 mm monatlichem Niederschlag.

## Verkehrsnetz
Campo Grande liegt 219 Straßenkilometer entfernt in südöstlicher Richtung von Tarija, der Hauptstadt des Departamentos.
Campo Grande liegt neun Straßenkilometer südlich der Stadt Bermejo, über die sie mit einer Landstraße verbunden ist.
Von Bermejo aus nach Nordwesten führt die asphaltierte Nationalstraße Ruta 1 über Padcaya und Valle de Concepción (früher: Concepción) zur Hauptstadt Tarija. Die Ruta 1 durchquert von dort aus weiter in nördlicher Richtung den gesamten bolivianischen Altiplano und führt über die Großstädte Potosí, Oruro und El Alto nach Desaguadero an der peruanischen Grenze.
Von Bermejo aus nach Nordosten führt die Nationalstraße Ruta 33 nach Caraparí, wo sie Anschluss an die Ruta 29 hat, die bei Campo Pajoso auf die Tiefland-Magistrale Ruta 9 trifft, die von Yacuiba im Süden über die Metropole Santa Cruz ganz nach Norden nach Guayaramerín im Beni-Tiefland an der brasilianischen Grenze führt.
Und von Bermejo aus nach Süden führt auf argentinischer Seite die Ruta Nacional 50 zu den nordargentinischen Städten Aguas Blancas und Pichanal.

## Bevölkerung
Die Einwohnerzahl von Campo Grande ist in den vergangenen beiden Jahrzehnten deutlich zurückgegangen:
| Jahr | Einwohner | Quelle       |
| ---- | --------- | ------------ |
| 1992 | 1 188     | Volkszählung |
| 2001 | 1 288     | Volkszählung |
| 2012 | 348       | Volkszählung |
| 2024 |           | Volkszählung |